# Trachelyopterus insignis
Trachelyopterus insignis là một loài cá da trơn thuộc họ Auchenipteridae, họ cá da trơn nước ngọt. Nó thường được tìm thấy ở các con sông ở miền bắc Nam Mỹ, nơi chúng được gọi là chivo ("dê"), rengue, hay doncella ("maiden").

## Phân loại và đặt tên
Loài này được chính thức khai thác vào năm 1878 bởi nhà động vật học người Áo Franz Steindachner từ Rio Magdelena của Colombia. Steindachner ban đầu đặt T. insignis trong chi Auchenipterus, một nhóm cá da trơn Driftwood, và nó cũng đã được chuyển vào Parauchenipterus, mà không còn được coi là hợp lệ.

## Mô tả
Loài cá da trơn này là lưỡng tính giới tính. Ở độ tuổi trẻ, cá đực và cá cái khác biệt chủ yếu với màu sắc; Con đực đốm bạc, con cái là đồng bằng. Tuy nhiên, khi đã đạt được mức độ trưởng thành về giới tính, nam giới đã phát triển một xương sống lưng lớn.

## Phân bố và môi trường sống
T. insignis là loài cá nước ngọt độc nhất và là loài đặc hữu của lưu vực sông Magdalena ở Colombia. Chúng sing sống gần đáy của bất kỳ phần nước nào chúng sinh sống và thích độ pH 6.0-7.2 cũng như nước giữa 23 và 38 °C (73 và 100 °F), nhiệt độ thường thấy ở các vùng nước ở vĩ độ nhiệt đới. Chúng có thể được tìm thấy ở các con sông ở mọi quy mô, cũng như những con lạch nhỏ và vùng ngập.